# Archives nationales (Suède)
Pour les articles homonymes, voir Archives nationales (homonymie).
Les Archives nationales (en suédois Riksarkivet) de Suède ont été créées au XVIIe siècle, à l'initiative du chancelier Axel Oxenstierna
Les Archives militaires (Krigsarkivet) ainsi que le Centre de recherches SVAR (Svensk Arkivinformation) à Ramsele (Ångermanland) dépendent des Archives nationales.
Les Archives régionales (Landsarkiven) fondées au début du XXe siècle sont situées à Uppsala, Vadstena, Visby, Lund, Göteborg, Härnösand et Östersund. Les archives de Stockholm conservent celles du comté de Stockholm, et les archives de Karlstad celles du comté de Värmland.

## Historique
Les Archives nationales sont l'une des plus anciennes autorités suédoises, dont les racines remontent au XIIIe siècle. Axel Oxenstierna est intervenu dans la situation des archives en publiant un règlement de bureau le 18 octobre 1618. Il prescrit l'organisation de l'« ancien bureau », c'est-à-dire des Archives nationales. Les Archives nationales furent ainsi formellement établies en tant qu'agence indépendante au sein de la Chancellerie royale.
Une grande partie des documents des Archives nationales de l'époque ont été brûlés lors de l'incendie désastreux du palais de Stockholm en 1697 ; la collection de documents médiévaux a été particulièrement dévastée.
Entre 1713 et 1716, les documents les plus importants des Archives nationales ont été évacués vers le château d'Örebro en raison de la menace russe pendant la Grande Guerre du Nord.
La nomination d'Emil Hildebrand au poste d'archiviste national en 1901 a conduit à une modernisation encore plus permanente des Archives nationales. Au lieu de diviser les documents d'archives et de les organiser de manière largement thématique, comme c'était le cas auparavant, chaque sous-archive incluse dans les Archives nationales serait dorénavant conservée selon le système organisé par le créateur de l'archive au moment de sa livraison. Cela simplifie grandement la vue d'ensemble, l'accessibilité et les possibilités de recherche. Hildebrand a jeté les bases d'une profession d'archiviste moderne de diverses manières.